# Neobisium jeanneli
Espèce
Synonymes
- Obisium jeanneli Ellingsen, 1912

Neobisium jeanneli est une espèce de pseudoscorpions de la famille des Neobisiidae.

## Distribution
Cette espèce est endémique d'Espagne. Elle se rencontre dans les pics d'Europe dans les Asturies dans des grottes, en Cantabrie à Tresviso dans la grotte Cueva de la Marniosa et en Castille-et-León à Posada de Valdeón dans la grotte Cueva Nueva.

## Description
Le mâle holotype mesure 4,6 mm.

## Systématique et taxinomie
Cette espèce a été décrite sous le protonyme Obisium jeanneli par Ellingsen en 1912. Elle est placée dans le genre Neobisium par Beier en 1932.

## Étymologie
Cette espèce est nommée en l'honneur de René Jeannel.

## Publication originale
- Ellingsen, 1912 : Pseudoscorpiones (troisième série). Archives de Zoologie Expérimentale et Générale, vol. 5, no 10, p. 163-175 (texte intégral).